# Ашкинази, Владимир Александрович
Влади́мир Алекса́ндрович Ашкина́зи (19 июня 1873, Керчь, — 7 ноября 1941, Париж) — русский писатель, фельетонист, переводчик и журналист театральный критик, писавший также под псевдонимом «В. Азов».

## Биография
Брат писателя и журналиста М. А. Ашкинази (1863—1936). Сын доктора медицины. Учился в 8-й петербургской гимназии. Окончил курс в гимназии в городе Ломжа. В дальнейшем слушал лекции в университетах Парижа, Цюриха и Берна. Печатался в «Новостях дня», «Русских ведомостях», «Русском слове», «Новостях», «Речи», «России». Фельетоны Ашкинази переводились на польский, чешский, немецкий и английский языки. Писал также под псевдонимами Пэк, Онегин и др. В начале 1906 года переехал из Москвы в Петербург. Предпринял издание журнала «Благой мат», который был запрещён после первого номера за публикацию письма эсера Е. С. Сазонова. Печатался в журналах «Карандаш», «Зритель», «Зарницы», «Стрекоза», «Будильник» и др.
Активно сотрудничал с журналом «Сатирикон» с 1910 года. Писал одноактные скетчи, сценки и фарсы, которые ставились в Литейном театре и в театре-кабаре «Кривое зеркало».
В Петербурге-Петрограде жил в знаменитом Толстовском доме в 204 квартире, на одной лестничной площадке с А. Т. Аверченко.
С 1916 года потомственный почётный гражданин.
После Октябрьской революции жил в Петрограде, работал в издательстве «Всемирная литература». Выпустил под своей редакцией более 40 томов произведений иностранных, преимущественно американских, писателей. В декабре 1919 года арестовывался как один из руководителей Дома литераторов.
В годы НЭПа в 1921—1924 годах заведовал литературной частью петроградского кабаре «Балаганчик».
В 1926 году Ашкинази эмигрировал во Францию. Сотрудничал в «Последних новостях», репортёр газеты, печатался также в «Сатириконе», «Иллюстрированной России», газете «7 дней», рижском «Сегодня». Казначей Союза русских журналистов в Париже. Во время немецкой оккупации Парижа в годы Второй мировой войны жил в неоккупированной части Франции, посылал корреспонденции в «Новое русское слово». Затем сотрудничал в «Русских новостях».

### Масонство
Во время своего нахождения в эмиграции вступил в масонство. Являлся членом парижской масонской ложи «Юпитер» № 536 (ВЛФ). Был посвящён в ученики 20.4.1933, возвышен в степень пдмастерья 19.10.1933, возведён степень масера-масона 5.4.1934 года. Занимал должность первого эксперта в 1934 году. Оставался членом ложи до 26 декабря 1935 года.